# Timo Hübsch
Timo Hübsch (* 25. März 1977 in Köln-Lindenthal) ist ein deutscher Schauspieler.

## Leben
Hübsch wurde von 2000 bis 2004 an der Arturo Schauspielschule in Köln ausgebildet und arbeitete zunächst in unterschiedlichen Theaterengagements in Köln, Remscheid, Münster und Berlin in Stücken von Sophokles, Shakespeare und Lorca sowie in Stücken zeitgenössischer Autoren.
Er spielte zunächst in Kurzfilmen wie Der Hellseher (2004) von Daniel Jäger oder Mittsommer (2005) von Christopher Becker und  wurde anschließend für die Telenovela Sophie – Braut wider Willen engagiert.
Zu sehen war Hübsch bisher u. a. in den Serien Alarm für Cobra 11 – Die Autobahnpolizei, SOKO Köln, Der Staatsanwalt, SOKO Wismar und Alles was zählt sowie in den Fernsehfilmen nga Lindström: Hochzeit in Hardingsholm und Rosamunde Pilcher: Sommer der Liebe. Im Januar 2007 gab Timo Hübsch sein Regiedebüt für den vom Medienboard Berlin-Brandenburg geförderten Kurzfilm Adieu Bonjour, für den er auch das Drehbuch gemeinsam mit Schauspielerin Birgit Stauber schrieb.
In der ZDF-Telenovela Wege zum Glück übernahm er 2008 in der vierten Staffel die männliche Hauptrolle an der Seite von Anja Boche (als Nora van Weyden) als Alexander Wagner. Von Folge 905 bis 992 spielte er 2009/2010 in Alles was zählt mit. In Folge 180 hatte er einen Gastauftritt in der Telenovela Lena – Liebe meines Lebens.
2014 spielte er eine der Hauptrollen in dem Film Mein letztes Konzert (Regie: Selcuk Cara, Deutschland, 2014), der als Bester Kurzspielfilm im August 2014 mit dem Prädikat „Besonders wertvoll“ von der Deutschen Film- und Medienbewertung (FBW), Deutschland ausgezeichnet wurde.
Hübsch lebt in Köln.

## Filmografie
- 2005–2006: Sophie – Braut wider Willen (Fernsehserie)
- 2006: Tessa – Leben für die Liebe (Fernsehserie)
- 2006: Hinter Gittern – Der Frauenknast: Umwege (Fernsehserie, eine Folge)
- 2006: Mittsommer
- 2007: Rosamunde Pilcher: Sommer der Liebe (Fernsehreihe)
- 2007: Lamento
- 2007: Schweigen ist feige (Kurzfilm)
- 2008: Adieu Bonjour (Kurzfilm, auch Regie)
- 2008: Inga Lindström: Hochzeit in Hardingsholm (Fernsehreihe)
- 2008: SOKO Wismar: Kölbachs letzter Wille (Fernsehserie, eine Folge)
- 2008–2009: Wege zum Glück (Fernsehserie)
- 2009–2010: Alles was zählt (Fernsehserie)
- 2010: Kreuzfahrt ins Glück: Bermuda (Fernsehreihe)
- 2011: Lena – Liebe meines Lebens (Fernsehserie)
- 2012: Alarm für Cobra 11 – Die Autobahnpolizei: Überschall (Fernsehserie, eine Folge)
- 2013, 2017, 2024: SOKO Köln (Fernsehserie, drei Folgen)
- 2014: Der Staatsanwalt: Vaterliebe (Fernsehserie, eine Folge)
- 2014: Mein letztes Konzert (Kurzfilm)
- 2016: Morden im Norden: Am Limit (Fernsehserie)
- 2017: Comedy Rocket
- 2019: Wilsberg: Ins Gesicht geschrieben
- 2020: Heldt: Club der Detektive (Fernsehserie, eine Folge)
- 2021: Bettys Diagnose: Schuldgefühle (Fernsehserie, eine Folge)
- 2021: Das Lied des toten Mädchens
- 2024: WaPo Bodensee: Unsichtbarer Feind (Fernsehserie, eine Folge)